# Zapora wodna

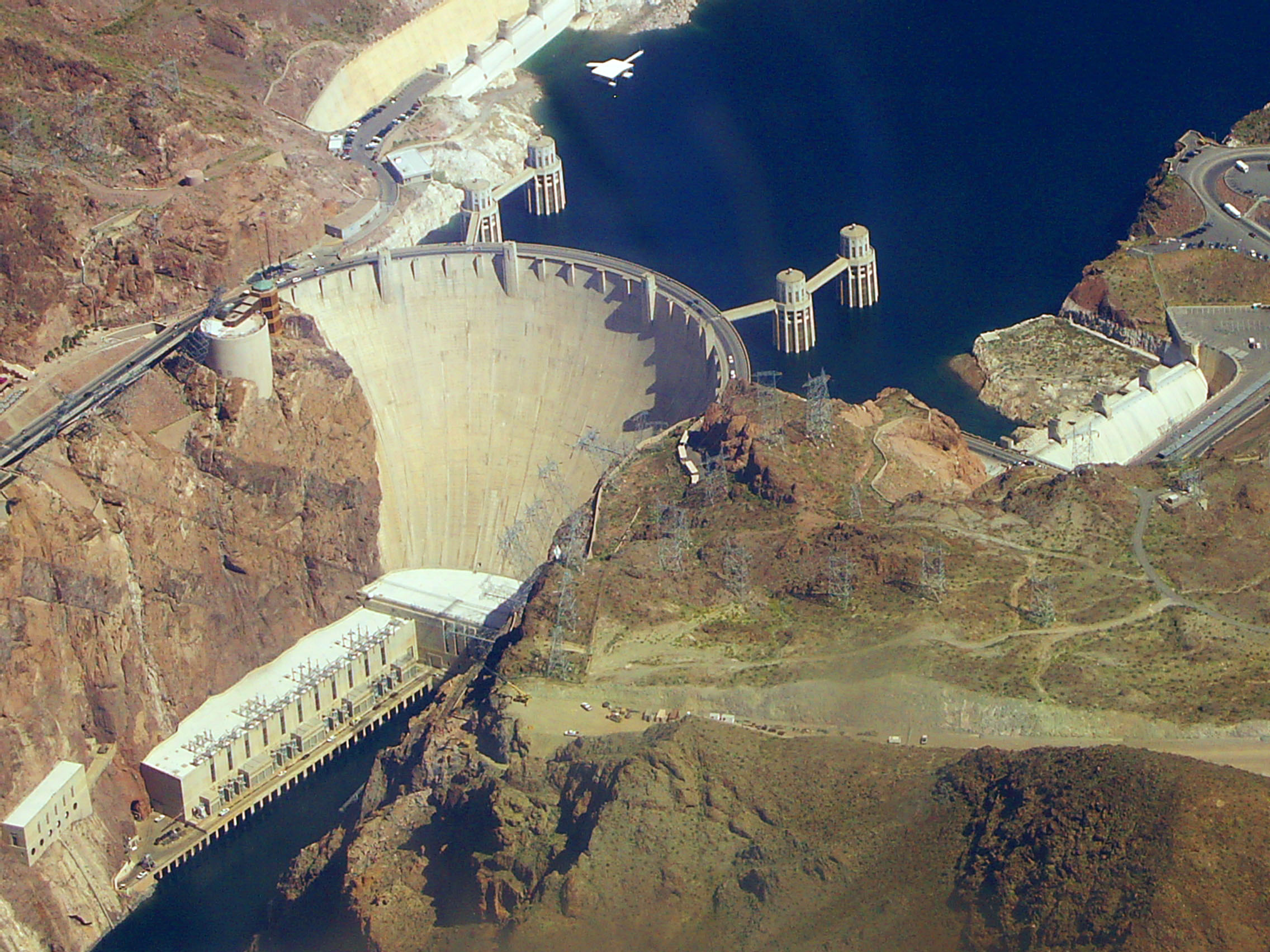
Zapora Hoovera na rzece Kolorado

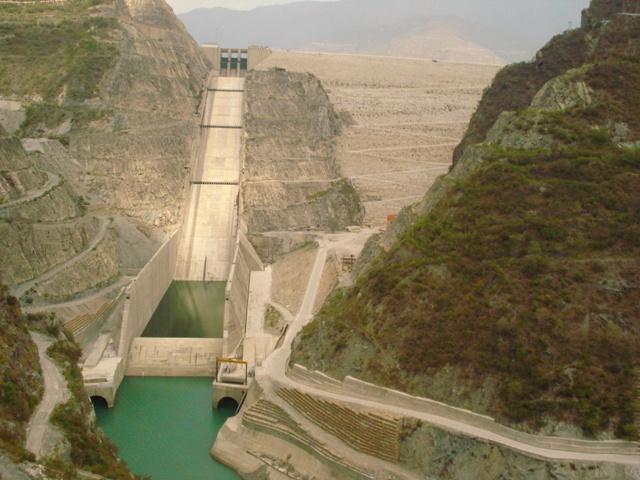
Zapora Tehri na rzece Bhagirathi

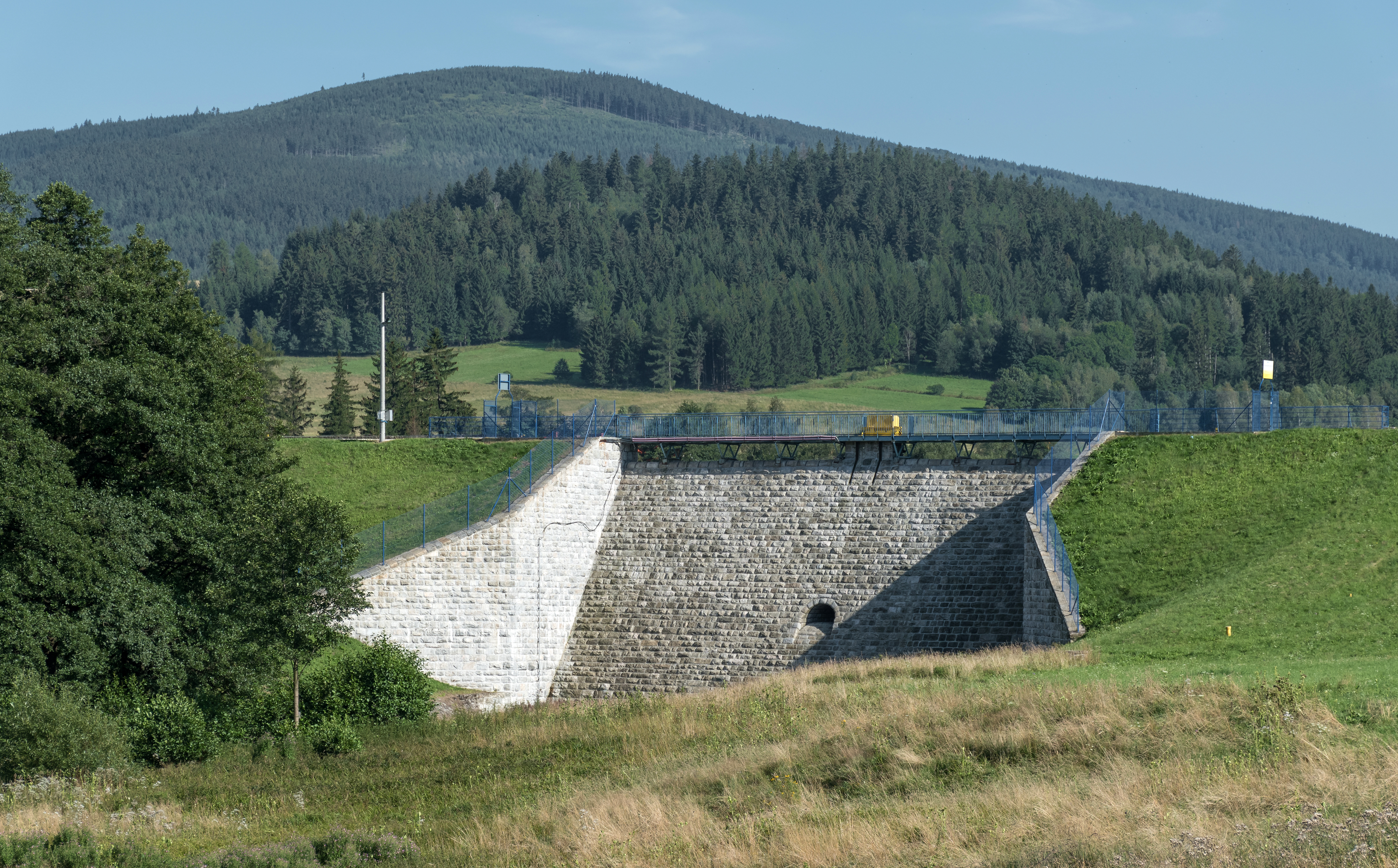
Zapora zbiornika retencyjnego w Stroniu Śląskim

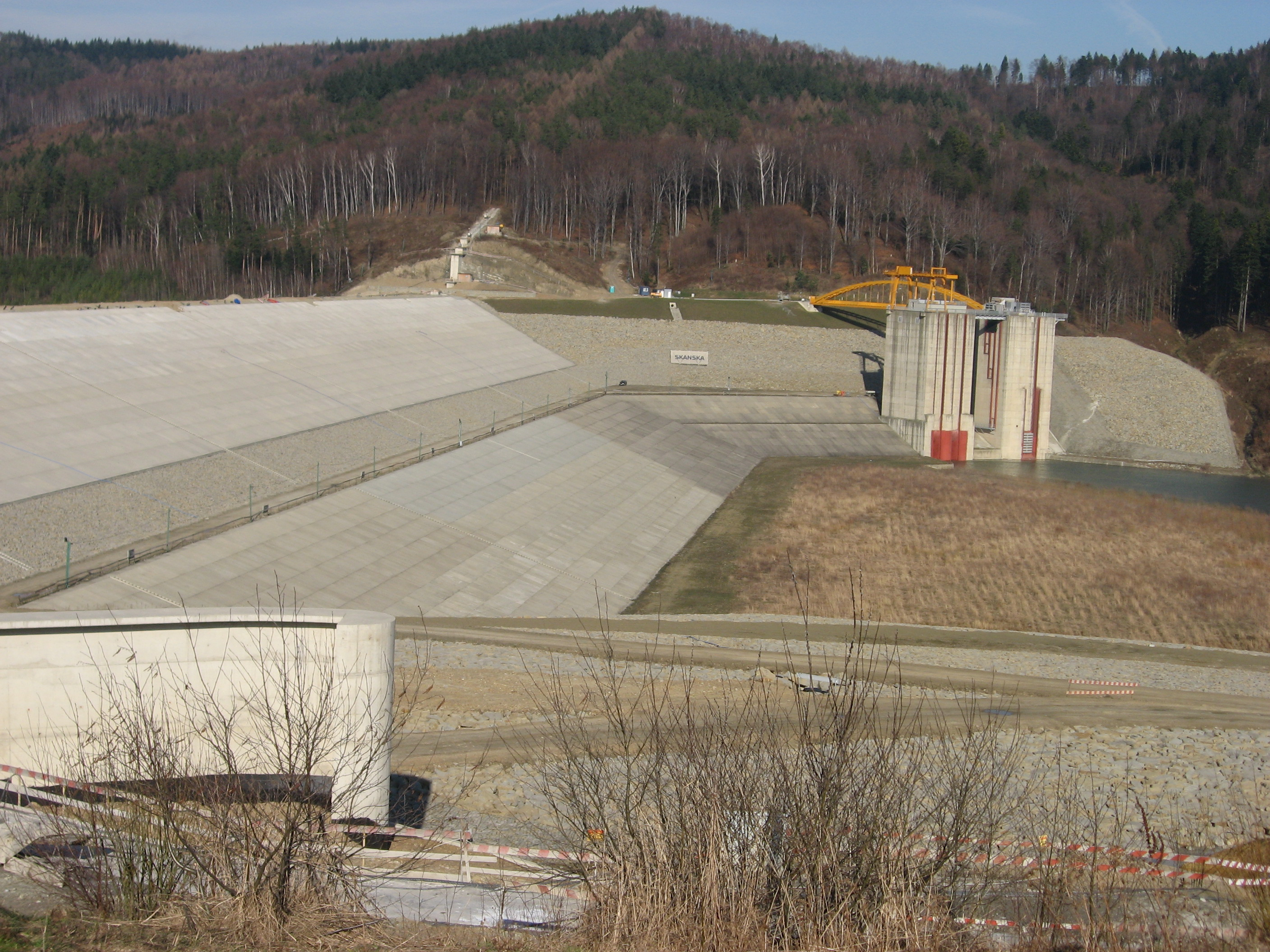
Zapora Świnna Poręba na rzece Skawa

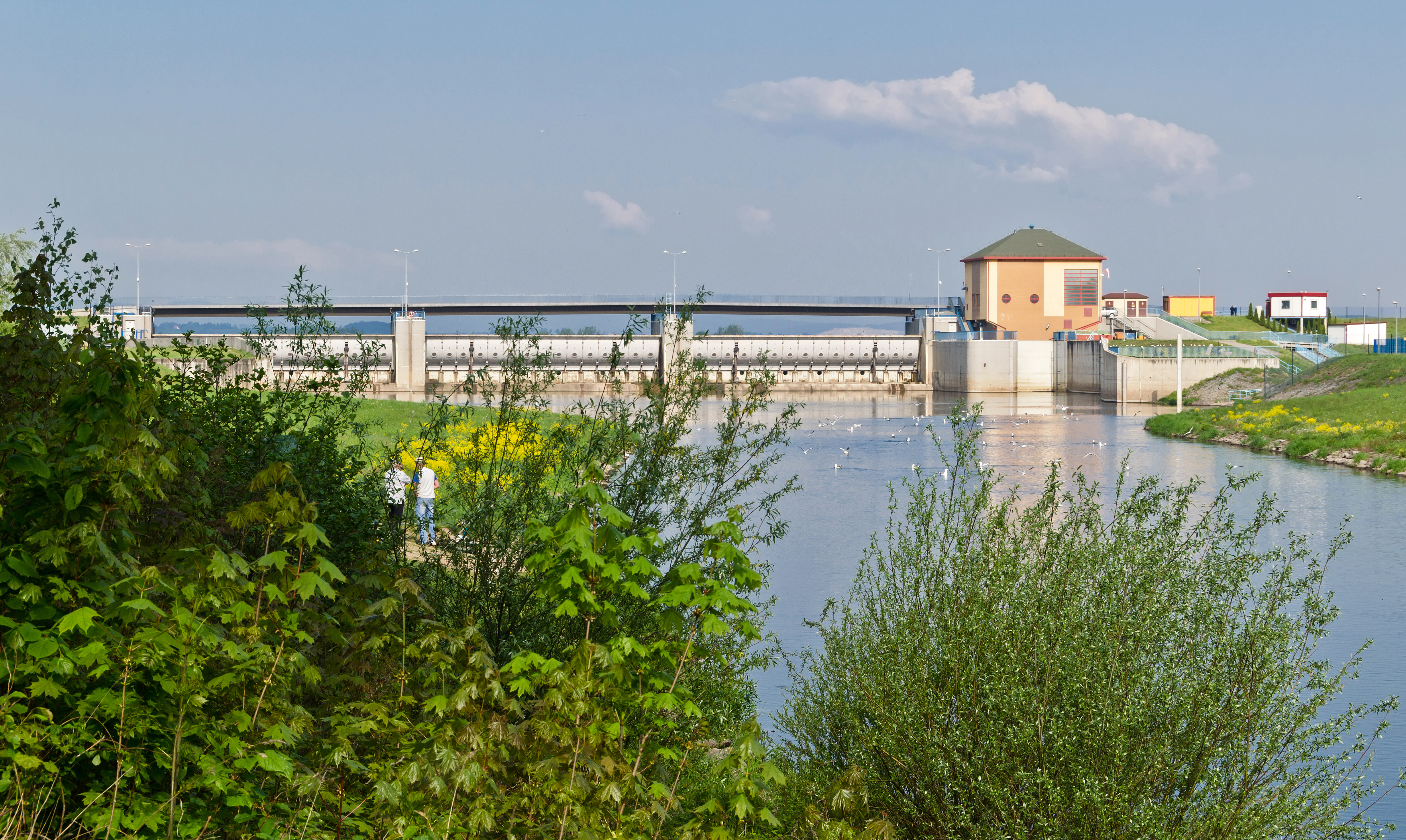
Zapora na Zalewie Paczkowskim, w Kozielnie

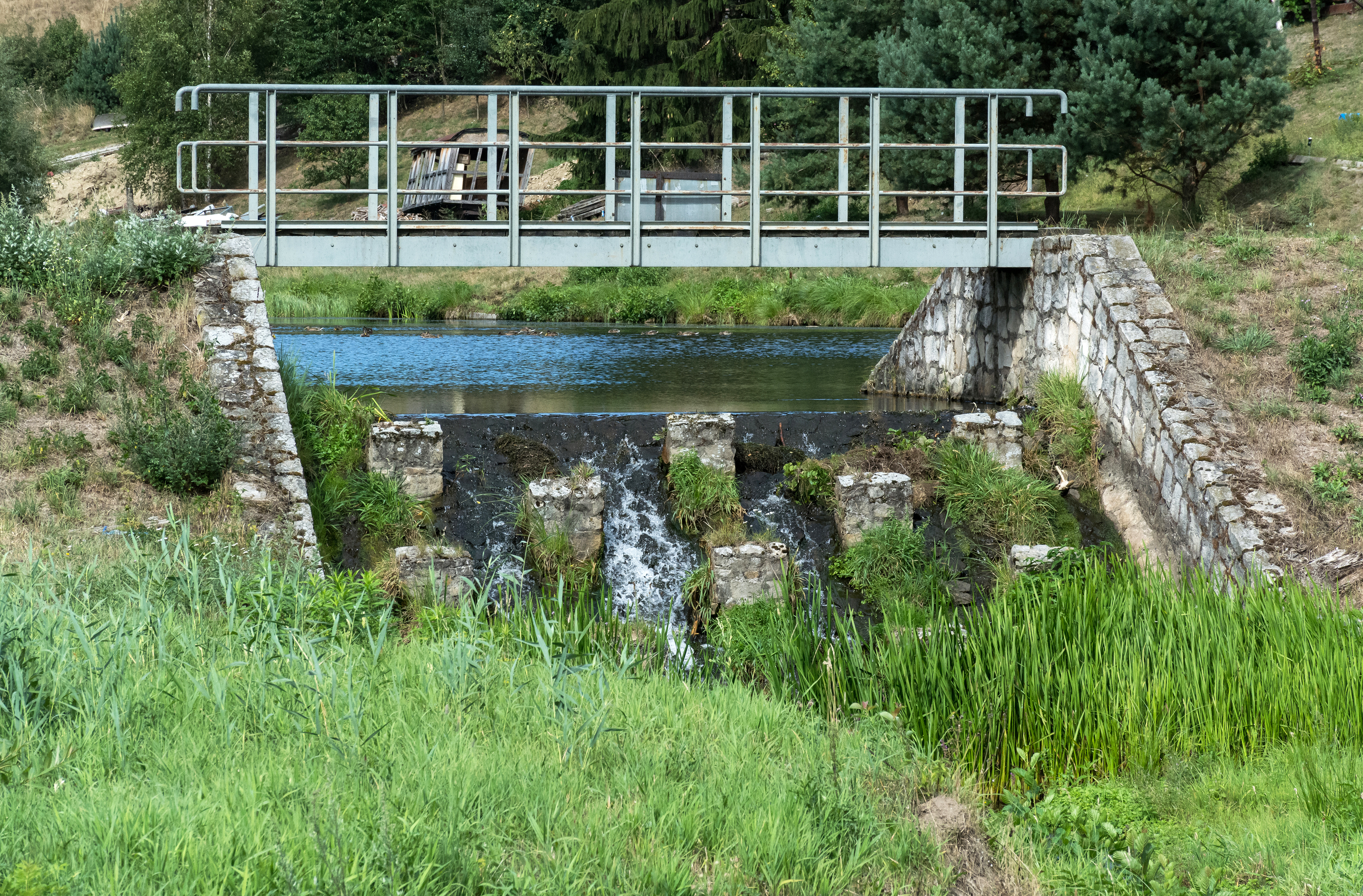
Zapora w Chocieszowie

Zapora wodna – rodzaj budowli hydrotechnicznej, bariera przegradzająca dolinę rzeki w celu spiętrzenia wody, zwykle betonowa, żelbetowa lub ziemna.
Zapora wodna może być postawiona dla różnych celów:
- ochrona przeciwpowodziowa
- produkcja energii elektrycznej
- rezerwuar i pozyskanie wody
- walory rekreacyjne.

Różnicę poziomów wody przed i za zaporą wykorzystuje się w elektrowniach wodnych do wytwarzania energii elektrycznej. W elektrowniach szczytowo-pompowych energię elektryczną wytwarza się w dzień, gdy zapotrzebowanie na nią jest najwyższe, a w nocy, wykorzystując nadmiar mocy, turbiny uzupełniają wodę w zbiorniku pompując ją ze zbiorników u podstawy zapory.
Zaporą wodną nazywamy również sztuczną przeszkodę wodną w postaci zatopionego lub zabagnionego terenu, utrudniającą przemieszczanie się wojsk. Zaporę tego rodzaju tworzy się przez niszczenie: zapór, grobli, śluz itp.

## Historia
Polskie słowo tama, używane potocznie na określenie zapory wodnej, pochodzi od średnioangielskiego słowa dam, które z kolei wywodzi się z języka średnioniderlandzkiego, którego ślady można zaobserwować w nazwach wielu miast, jak choćby Amsterdam czy Rotterdam. Jednak termin „tama” użyty w odniesieniu do „zapory wodnej” jest niewłaściwy wg specjalistycznego słownictwa hydrotechnicznego, w którym mianem „tamy” określa się budowlę regulacyjną na rzece.
Pierwsze antyczne zapory wodne powstały w Mezopotamii i na Bliskim Wschodzie. Używano ich tam do kontrolowania poziomów wód Tygrysu i Eufratu, które podczas obfitych opadów deszczu stawały się nieprzewidywalne.
Najstarsza znana zapora wodna znajduje się w Jawie w Jordanii, 100 km na północny wschód od Ammanu. Konstrukcja typu grawitacyjnego była kamiennym murem wysokim na 9 m i szerokim na 1 m. Wspierał ją wał ziemny o szerokości 50 m. Zaporę tę datuje się na 3000 rok p.n.e. Innym antycznym przykładem jest Sadd Al-Kafara at Wadi Al-Garawi, 25 km na południe od Kairu. 102-metrowa w najdłuższym miejscu i szeroka na 87 metrów konstrukcja została wzniesiona około roku 2800 lub 2600 p.n.e. jako zapora różnicująca, by kontrolować wylewy rzeki. Została zniszczona przez silne opady deszczu tuż przed lub tuż po ukończeniu budowy. Przykładami zapór wzniesionych przez Rzymian mogą być trzy budowle w Subiaco na rzece Aniene we Włoszech lub zapory w Méridzie w Hiszpanii.
Za najstarszą istniejącą po dziś dzień zaporę wodną uważa się zaporę Quatinah we współczesnej Syrii. Jej powstanie datuje się na czasy panowania egipskiego faraona Sethi (1319–1304 r. p.n.e.). W późniejszym okresie została powiększona przez Rzymian oraz współcześnie w latach 1934–1938. Zapora wciąż zaopatruje w wodę syryjskie miasto Hims.

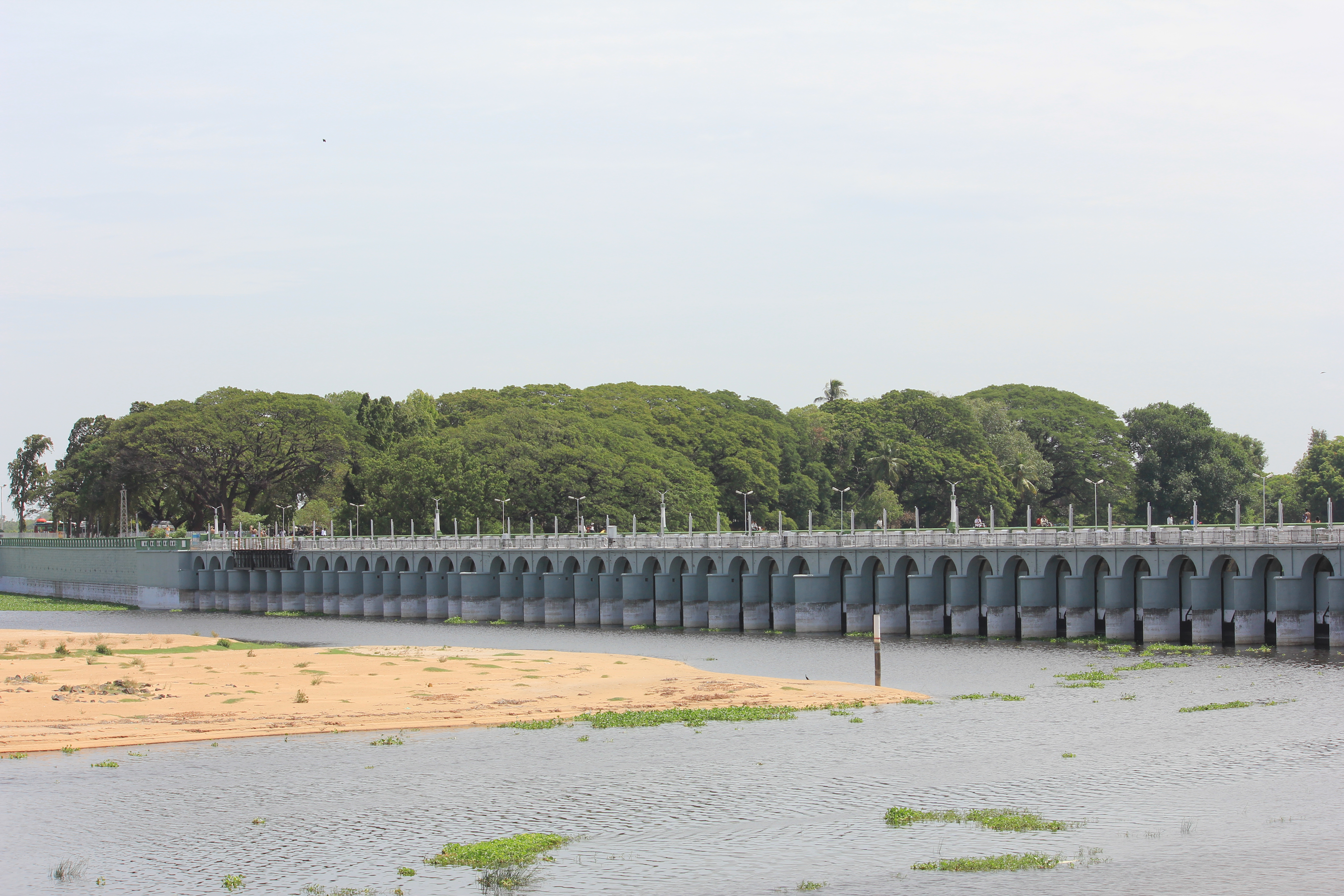
Zapora Kallanai

Kallanai jest potężną zaporą z nieociosanego kamienia, długą na 300 m, wysoką na 4,5 m i szeroką na 20 m, położoną na rzece Kaveri w Indiach. Jej podstawowe struktury zostały wybudowane w II w n.e. Zbudowano ją w celu podzielenia wód rzeki na cały żyzny region delty poprzez kanały irygacyjne.
Ziemna zapora, zaprojektowana przez ministra państwa Chu, Sunshu Ao, za panowania króla Dinga (606–586 p.n.e.) spowodowała zalanie płaskiej doliny w północnej części dzisiejszej prowincji Anhui, tworząc irygacyjny zbiornik wodny (100 km obwodu). Dzięki remontom budowli (m.in. za czasów dynastii Han i Tang) zbiornik ten funkcjonuje do dziś.
W Iranie zapór używano do podnoszenia wody za pomocą kół wodnych. Pierwsza taka konstrukcja zbudowana została w Dezful, gdzie podnosiła wodę na 50 cubitów i zaopatrywała w nią całe miasto. Zapory różnicujące były również znane. Pul-i-Bulaiti były zaporami budowanymi przy młynach, wprowadzonymi przez muzułmańskich inżynierów. Pierwszą wzniesiono w Szustar na rzece Karun. Wiele innych tego typu budowano później w całym świecie muzułmańskim. Wodę prowadzono z tyłu zapory przez dużą rurę, by napędzała koło wodne.
W Holandii, leżącej głównie na depresjach, zapór używano do blokowania rzek, by uregulować poziom ich wody, i powstrzymania morza przed wdarciem się na tereny poniżej jego poziomu. Tego typu zapory często stanowiły początek istnienia miasta, stąd często pojawiały się w ich nazwach, na przykład Amsterdam (dawniej Amstelredam) powstał po ustawieniu zapory na rzece Amstel pod koniec XII wieku, natomiast Rotterdam od zapory na rzece Rotte, dopływie Nieuwe Maas. Główny plac Amsterdamu, rzekome miejsce oryginalnego położenia zapory, wciąż nosi nazwę de Dam (hol. zapora).

## Najwyższe zapory

### Na świecie
| Lokalizacja          | Rzeka        | Państwo     | Wysokość zapory (m) | Typ zapory         | Rok uruchomienia     |
| -------------------- | ------------ | ----------- | ------------------- | ------------------ | -------------------- |
| Osuwisko Usoj        | Bartang      | Tadżykistan | 587                 | skalna (naturalna) | 1911 (rok powstania) |
| Zapora Jinping-I     | Yalong Jiang | Chiny       | 305                 | betonowa           | 2014                 |
| Nurek                | Wachsz       | Tadżykistan | 300                 | ziemna             | 1980                 |
| Xiaowan              | Mekong       | Chiny       | 292                 | betonowa           | 2010                 |
| Xiluodu              | Jinsha Jiang | Chiny       | 285,5               | betonowa           | 2013                 |
| Grande Dixence       | Dixence      | Szwajcaria  | 285                 | betonowa           | 1962                 |
| Inguri               | Inguri       | Gruzja      | 271,5               | betonowa           | 1984                 |
| Vajont               | Vajont       | Włochy      | 261,6               | betonowa           | 1961                 |
| Chicoasén            | Grijalva     | Meksyk      | 261                 | ziemna             | 1980                 |
| Tehri (Zapora Tehri) | Bhagirathi   | Indie       | 261                 | ziemna             | 1990                 |
| Álvaro Obregón       | Yaqui        | Meksyk      | 260                 | betonowa           | 1946                 |

### W Polsce
| Lokalizacja           | Rzeka     | Wysokość zapory (m) | Typ zapory        | Rok uruchomienia |
| --------------------- | --------- | ------------------- | ----------------- | ---------------- |
| Jezioro Solińskie     | San       | 82                  | betonowa          | 1968             |
| Zapora Pilchowice     | Bóbr      | 69                  | kamienno-betonowa | 1912             |
| Jezioro Czorsztyńskie | Dunajec   | 60                  | ziemna            | 1997             |
| Świnna Poręba         | Skawa     | 50                  | ziemna            | 2019             |
| Jezioro Rożnowskie    | Dunajec   | 49                  | betonowa          | 1941             |
| Leśna                 | Kwisa     | 45                  | kamienno-betonowa | 1907             |
| Zagórze Śląskie       | Bystrzyca | 44                  | kamienna          | 1917             |
| Jezioro Dobczyckie    | Raba      | 41                  | ziemno-betonowa   | 1986             |
| Jezioro Żywieckie     | Soła      | 39                  | ziemno-betonowa   | 1966             |
| Besko                 | Wisłok    | 38                  | betonowa          | 1978             |
| Jezioro Bukowskie     | Bóbr      | 38                  | ziemna            | 1987             |
| Zapora Porąbka        | Soła      | 37                  | betonowa          | 1937             |
| Jezioro Klimkowskie   | Ropa      | 37                  | ziemna            | 1994             |
| Jezioro Złotnickie    | Kwisa     | 36                  | kamienno-betonowa | 1924             |

## Negatywny wpływ na środowisko przyrodnicze
Budowa zapór na rzekach jest jednym z głównych zagrożeń dla bioróżnorodności ekosystemów wód słodkich na świecie. Zapory przede wszystkim powodują fragmentację rzek tj. zaburzają ciągłość podłużną rzeki. Zapory uniemożliwiają migrację rybom i innym organizmom zarówno w górę jak i w dół rzeki, blokują transport osadów w korycie rzeki, zaburzają przepływ nutrientów oraz zaburzają przepływ (m.in. zaburzają sezonową zmienność i powodują częstsze wahania przepływu).
Populacje ryb wędrownych zmalały o ponad 90% w Europie i ponad 70% globalnie w latach 1970-2020, przede wszystkim przez budowę zapór. Szczególnie zagrożone przez zapory  są duże gatunki rzeczne (megafauna). Przykładem gatunku rzecznej megafauny, który został uznany za wymarły w 2020 r. był wiosłonos chiński którego populacja była przeławiana przez kilkadziesiąt lat, a ostatecznie budowa zapór na rzece Jangcy uniemożliwiła mu dotarcie do tarlisk. Jedynie 1/3 istniejących rzek o długości powyżej 1000 km jest jeszcze wolna od zapór, rzeki te znajdują się głównie w rejonach ciężko dostępnych - na Syberii, w Arktyce i w strefie okołorównikowej w Afryce i Ameryce Południowej. Planowana budowa kolejnych zapór na świecie i w Europie doprowadzi do szybkiego wymierania kolejnych gatunków organizmów żywych.
Produkcja energii elektrycznej w hydroelektrowniach na zaporach jest jednym z "najbrudniejszych" sposobów wytwarzania energii elektrycznej. Poza bezpośrednim wpływem na wymieranie gatunków zbiorniki zaporowe emitują też gazy cieplarniane, głównie metan i dwutlenek węgla. W przypadku zbiorników zaporowych w strefie międzyzwrotnikowej emisje z produkcji jednostki energii w hydroelektrowniach mogą być wyższe niż ze spalania paliw kopalnych. Zapory przyczyniają się również do pustynnienia obszarów położonych poniżej zbiorników zaporowych.

## Negatywne skutki społeczno-ekonomiczne
Budowa zapór, zwłaszcza dużych zwykle poprzedzona jest wysiedleniami ludności W Chinach pod budowę zapór wysiedlono już łącznie 40-80 mln ludzi, ale wysiedlenia odbywały się i odbywają także w Polsce. Budowa zapór jest średnio o 71% droższa w rzeczywistości niż przy planowaniu, co zarówno sprzyja jak i wynika z korupcji. Gospodarki krajów określanych jako "hydropower states", tj. takich w których dużą część PKB pochłania budowa zapór, są słabsze, bardziej zadłużone i rozwijające się wolniej od gospodarek innych krajów o podobnym PKB. Budowa zapór, zwłaszcza w krajach takich jak Nepal, Laos jest instrumentem represji i narzędziem politycznym, a zapory służyły i mogą służyć celom militarnym, a także być celami militarnymi w razie wojny. Budowa zapór i powstawanie zbiorników zaporowych prowadzi także do zatapiania i niszczenia zabytków i stanowisk archeologicznych, także z listy światowego dziedzictwa UNESCO.

## Rozbieranie zapór (dam removal)
W Europie i Stanach Zjednoczonych niektóre zapory są rozbierane. Przyczyną rozbiórki zapór jest m.in. starzenie się obiektów i związane z tym zagrożenie katastrofą budowlaną, ekonomiczna nieopłacalność, przywracanie ciągłości ekologicznej rzek. Duże zapory są jednak rozbierane bardzo rzadko, a ogólna liczba rozebranych zapór na świecie jest mała. Doświadczenia z przeprowadzonych rozbiórek wskazują jednak na bardzo wysoką skuteczność tego rozwiązania dla przywracania populacji ryb migrujących i przywracania transportu materiału w rzece, a więc ogólnej poprawy stanu ekologicznego i hydromorfologicznego rzeki. 
Największym na świecie przeprowadzonym projektem rozbiórki były dwie zapory (Glines Canyon Dam o wysokości 64 m i Elwha Dam o wysokości 32 m) na rzece Elwha w USA rozebrane w latach 2011-2013. W latach 2022–2023 rozpocznie się prawdopodobnie kolejny duży projekt w USA, rozbiórka 4 zapór na rzece Klamath. Najwyższą zaporą rozebraną w Europie była 37 metrowa zapora Vezins na rzece Sélune rozebrana w 2019 roku, a w planach jest rozbiórka kolejnych zapór. W Polsce od lat toczy się dyskusja dotycząca rozbiórki zapory we Włocławku.